# Alchemilla acutata
Alchemilla acutata är en rosväxtart som beskrevs av Robert Buser. Alchemilla acutata ingår i släktet daggkåpor, och familjen rosväxter. Inga underarter finns listade i Catalogue of Life.